# Djuptjärnen (Dorotea socken, Lappland)
Djuptjärnen är en sjö i Dorotea kommun i Lappland och ingår i Ångermanälvens huvudavrinningsområde. Sjön har en area på 0,03 kvadratkilometer och ligger 681,2 meter över havet. Sjön avvattnas av vattendraget Laxsjöbäcken.

## Delavrinningsområde
Djuptjärnen ingår i det delavrinningsområde (717067-148608) som SMHI kallar för Utloppet av Laxsjöarna. Medelhöjden är 553 meter över havet och ytan är 7,74 kvadratkilometer. Det finns inga avrinningsområden uppströms utan avrinningsområdet är högsta punkten. Laxsjöbäcken som avvattnar avrinningsområdet har biflödesordning 4, vilket innebär att vattnet flödar genom totalt 4 vattendrag innan det når havet efter 279 kilometer. Avrinningsområdet består mestadels av skog (89 procent). Avrinningsområdet har 0,33 kvadratkilometer vattenytor vilket ger det en sjöprocent på 4,2 procent.